# Velika podlasica
Velíka podlásica ali hermelín (znanstveno ime Mustela erminea)  je zver iz družine kun, ki živi tudi v Sloveniji.

## Opis
Velika podlasica ima dolgo in podolgovato telo, ki v dolžino doseže od 24 do 28 cm, rep pa še dodatnih 8 do 10 cm. Po hrbtu je rjave, po trebuhu pa bele barve. Rep je rjav s črno konico. V zimskem času se žival obarva povsem belo, rep pa ostane črne barve. Masa odrasle živali znaša od 120 do 300 g. Giblje se v skokih dolgih od 30 do 100 cm. Dobro pleza in plava. Posamezna žival obvladuje teritorij velik med 10 in 200 hektarov.
Samica ima eno leglo na leto, v pomladanskih mesecih, skoti pa od 3 do 7 slepih mladičev.
Osnovna hrana velike podlasice so mali glodavci, občasno pa se prehranjuje tudi s ptiči in plazilci, ptičjimi jajci, večjimi žuželkami, deževniki in žabami ter z raznim jagodičevjem. Hrano išče predvsem na tleh.
Zimsko krzno je bilo v preteklosti izjemno cenjeno in je veljalo za simbol plemstva. V Združenem kraljestvu so svečane parlamentarne nošnje članov lordske bornice še danes obrobljene s hermelinom.
V Sloveniji je velika podlasica uvrščena na seznam zavarovanih vrst, ogrožata pa jo predvsem cestni promet in kemizacija kmetijstva. Naravni sovražniki velike podlasice so sicer ujede, sove, lisica, divja in domača mačka ter kuna zlatica in kuna belica.